# Sammy van Tuyll van Serooskerken
Samuel Ernest (Sammy) baron van Tuyll van Serooskerken (Velp, 20 oktober 1951) is een Nederlands politicus en zoon van Hendrik Nicolaas Cornelis van Tuyll van Serooskerken. Hij is mede-oprichter en voorzitter van de Liberaal Democratische Partij (LibDem) en was lijsttrekker voor deze partij bij Tweede Kamerverkiezingen en Europese Parlementsverkiezingen.

## Opleiding
Na het behalen van het staatsexamen gymnasium-B studeerde Van Tuyll geneeskunde aan de Rijksuniversiteit Groningen. Hij behaalde zijn artsdiploma in 1976. Vervolgens studeerde hij economie (doctoraalexamen 1983) en rechten (doctoraalexamen 1987) aan de Universiteit van Amsterdam. Zijn scriptie economie is bekroond met de H.K. Nieuwenhuisprijs.

## Loopbaan
Na een loopbaan bij De Nederlandsche Bank en het ministerie van Financiën heeft hij van 1994 tot 2001 in Brussel gewerkt, eerst voor de Europese Commissie als economisch raadadviseur en vervolgens bij de Nederlandse Permanente Vertegenwoordiging. In 1994 heeft hij het initiatief genomen tot de oprichting van de Tindemans Groep, een breed samengestelde groep politici en functionarissen afkomstig uit alle landen van de Unie. De discussie en ideeën van deze groep over de toekomst van de Europese Unie zijn verwerkt in het boek “Europe Your Choice”, dat in diverse vertalingen is verschenen. In het kader van de invoering van de euro verscheen voorts onder meer van zijn hand het boek “User Guide to the Euro”. Hij heeft in die tijd aan de Université Libre de Bruxelles (ULB) gedoceerd over de economie van Europa.

## Politiek
Sammy van Tuyll zet zich al vele jaren in voor het liberalisme in Nederland. Zo was hij lid van de redactie van het VVD-tijdschrift “Liberaal Reveil.” Hij was tweemaal voorzitter van de afdeling Haarlem van de VVD. In 2002 was hij, tezamen met onder meer Heleen Dupuis, mede-initiatiefnemer van de “16 mei-groep”, die tot doel had de inhoudelijke discussie binnen de partij te stimuleren. In 2003–2004 was hij lid van het hoofdbestuur van de VVD, belast met de inhoudelijke discussie.
Als lid van de Commissie Europese Zaken van de partij was hij in 2000 auteur van een commissierapport dat de politici waarschuwde voor de gevolgen die de uitbreiding zou hebben voor de besluitvorming in Europa. Het rapport voorspelde dat Nederland aan invloed zou verliezen en beval aan tijdig de bakens te verzetten. Omdat de verantwoordelijke politici de waarschuwingen naast zich neerlegden, verliet hij in 2004 de VVD om lijsttrekker te worden van Democratisch Europa bij de verkiezingen voor het Europees Parlement. Voor de campagne voor de Europese Grondwet in 2005 schreef hij het boekje “Voor Europa — Tegen deze Grondwet”, waarin een krachtig pleidooi werd gehouden om tegen de Europese Grondwet te stemmen, maar ook een aantal praktische amendementen werden voorgesteld.
Sinds 2006 is hij betrokken bij de Liberaal Democratische Partij (LibDem), waar hij mede-oprichter van is. Hij is daar voorzitter van en was verschillende malen lijsttrekker.
In het kader van de Europees Parlement verkiezingen van 2009 schreef hij het boek 'Europa kan anders', waarin een pleidooi wordt gehouden voor meer democratie in Europa, een efficiëntere coördinatie van de economie en een effectief milieubeleid, via heffingen op de uitstoot van CO2.
Voor de Europese Parlementsverkiezingen van 22 mei 2014 is hij de lijsttrekker van de Liberaal Democratische Partij.

## Persoonlijk
Van Tuyll is de oudste uit een gezin met vier kinderen. Zijn vader, Hendrik Nicolaas Cornelis baron van Tuyll van Serooskerken, was burgemeester (voor de PvdA) in Doesburg en Lochem. Hij is gehuwd met jonkvrouw Edmée Elisabeth Röell en zij hebben samen zes kinderen. In zijn vrije tijd maakt hij graag muziek. Zo speelt hij gitaar en speelde hij in verschillende steelbands. Tevens zit Van Tuyll in het bestuur van de Stichting Kasteel Heeze.